# Monchecourt
Monchecourt é uma comuna francesa na região administrativa de Altos da França, no departamento do Norte. Estende-se por uma área de 6.77 km². Em 2010 a comuna tinha 2 532 habitantes (densidade: 374 hab./km²).